# Jonathan Zebina
Jonathan Zebina (* 19. Juli 1978 in Paris, Frankreich) ist ein ehemaliger französischer Fußballspieler. Zebina agiert auf der Position des Abwehrspielers und kann sowohl in der Innenverteidigung als auch auf der rechten Abwehrseite spielen.

## Karriere

### Verein
Er begann seine Profikarriere 1996 beim AS Cannes, nach 27 Profieinsätzen wechselte er 1998 zu Cagliari Calcio nach Italien, für die er in zwei Jahren 48 Ligaspiele bestritt.
Im Jahr 2000 unterzeichnete Zebina beim AS Rom, wo er sich zum Stammspieler auf der rechten Defensivseite entwickelte und in seiner ersten Saison den Scudetto gewann. Als sein Trainer Fabio Capello 2004 von der Roma zu Juventus Turin ging, folgte ihm Zebina und verließ die Roma nach 87 Serie-A-Einsätzen. Nach einer publik gemachten Auseinandersetzung zwischen Zebina und der Klubführung von Juventus Turin – Zebina forderte eine Verdoppelung seines bisherigen Gehaltes von zwei Millionen Euro – galt sein Abgang zwischenzeitlich als sicher. Dennoch blieb er auch nach dem Zwangsabstieg in die Serie B, wegen der Verwicklung in den Fußball-Skandal 2005/06 bei Juve und schaffte mit der Mannschaft den direkten Wiederaufstieg in die Serie A. Zebina war dabei auf rechten Seite der Viererkette als Stammspieler gesetzt.
Obwohl er bei den Fans der Juventus sehr unbeliebt war und oft ausgepfiffen wurde, verlängerte er im Juni 2007 seinen Kontrakt bis ins Jahr 2011. Im September 2007 wurde er für vier Spiele gesperrt und zur Zahlung von ca. 15.000 Euro Geldstrafe verurteilt, nachdem er beim Spiel gegen Cagliari Calcio einen Ordner beschimpft und geohrfeigt hatte. Auslöser war eine gelb-rote Karte, die er zuvor erhalten hatte. In der Saison 2008/09 kam der Franzose bei Juventus verletzungsbedingt nur zu acht Saisoneinsätzen.
Am 31. August 2010 einigten sich Jonathan Zebina und Juventus Turin auf eine einvernehmliche Auflösung seines Vertrages. Kurze Zeit später unterzeichnete der Franzose einen Kontrakt über zwei Jahre bei Brescia Calcio.
Bereits nach einem Jahr zog es Zebina zurück in die Heimat, sodass er im Sommer 2011 bei Stade Brest einen Vertrag unterschrieb. Ein weiteres Jahr später wechselte er zum FC Toulouse, von 2014 bis 2015 stand er beim AC Arles-Avignon unter Vertrag.

### Nationalmannschaft
Bei Juventus empfahl sich Zebina auch für die französische Nationalmannschaft, für die er am 9. Februar 2005 gegen Schweden auflief. Es blieb jedoch bei diesem einen Länderspiel.

## Erfolge
- Italienische Meisterschaft: 2000/01 (mit der AS Rom) – 2004/05 1, 2005/06 1 (mit Juventus Turin)
- Italienische Serie-B-Meisterschaft: 2006/07 (mit Juventus Turin)
- Italienischer Supercup: 2001 (mit der AS Rom)